# Ian Taylor (Hockeyspieler, 1954)
Ian Charles Boucher Taylor (* 24. September 1954 in Bromsgrove) ist ein ehemaliger britischer Hockeytorwart, der mit der Britischen Nationalmannschaft 1984 Olympiadritter und 1988 Olympiasieger war.

## Sportliche Karriere
Ian Taylor stand in 80 Länderspielen für die Britische Nationalmannschaft und in 91 Länderspielen für die Englische Nationalmannschaft im Tor.
Taylor machte 1977 sein erstes Länderspiel. Seine erste internationale Medaille gewann er bei der Europameisterschaft 1978, als die Engländer im Spiel um Bronze mit 2:0 gegen die Spanier gewannen. Bei den Olympischen Spielen 1984 in Los Angeles gewannen die Briten ihre Vorrundengruppe mit vier Siegen und einem Unentschieden gegen die Pakistanische Mannschaft, unterlagen aber im Halbfinale den Deutschen mit 0:1. Im Spiel um Bronze bezwangen die Briten die Australier mit 3:2.
1986 erreichten die Engländer bei der Weltmeisterschaft in London das Finale und unterlagen dann den Australiern mit 1:2. Ebenfalls Silber gewannen die Engländer bei der Europameisterschaft 1987 in Moskau, als sie das Finale gegen die Niederländer erst im Siebenmeterschießen verloren. Bei den Olympischen Spielen 1988 in Seoul belegten die Briten in der Vorrunde den zweiten Platz hinter den Deutschen. Mit einem 3:2-Halbfinalsieg gegen die Australier und einem 3:1-Finalsieg gegen die Deutschen gewannen die Briten die Goldmedaille.
Taylor war im Hauptberuf Marketingmanager. Ehrenamtlich war er in verschiedenen Funktionen im britischen Sport tätig, unter anderem als Direktor der British Olympic Association. Von 1988 bis 1996 war er als Co-Kommentator für die BBC aktiv.